# Labrus

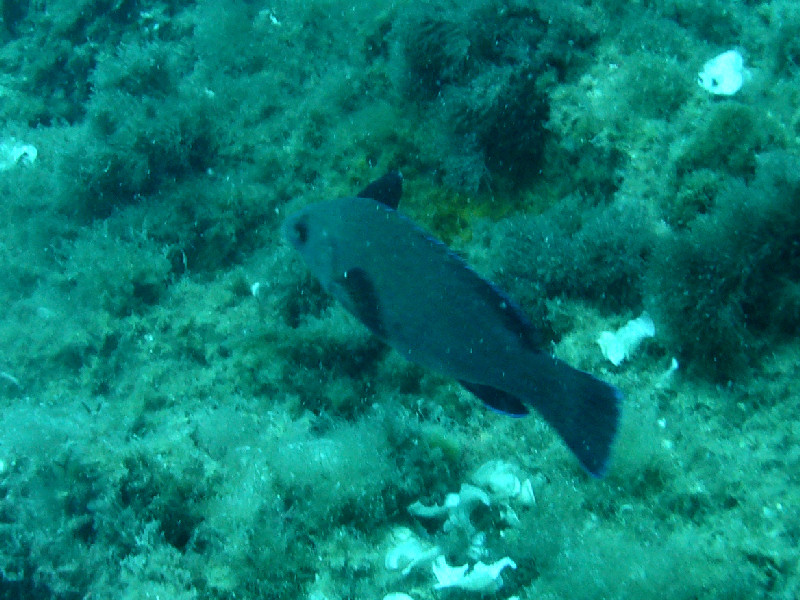
Labrus merula

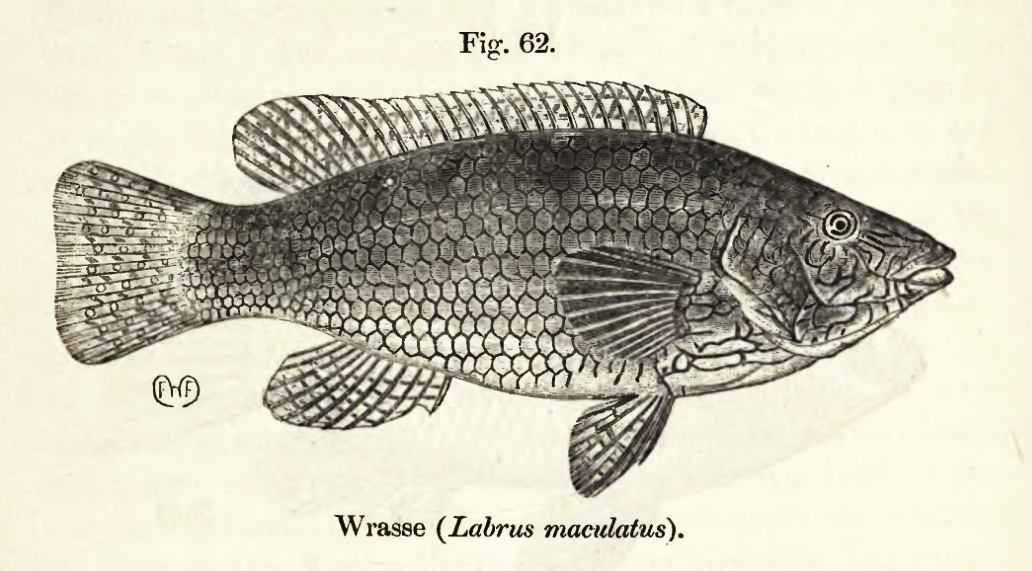
Labrus bergylta

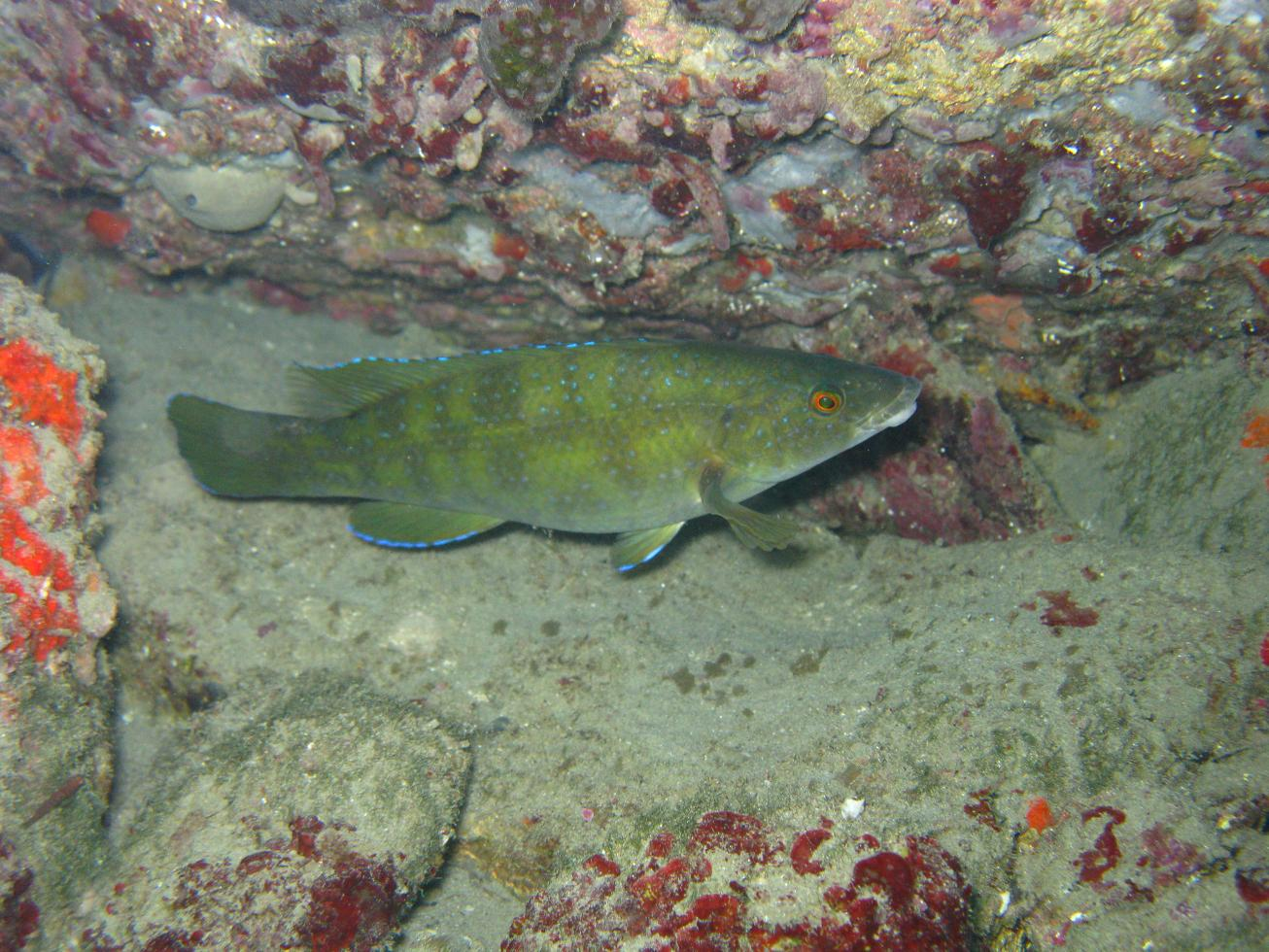
Labrus merula fotografiado en Liguria (Italia).

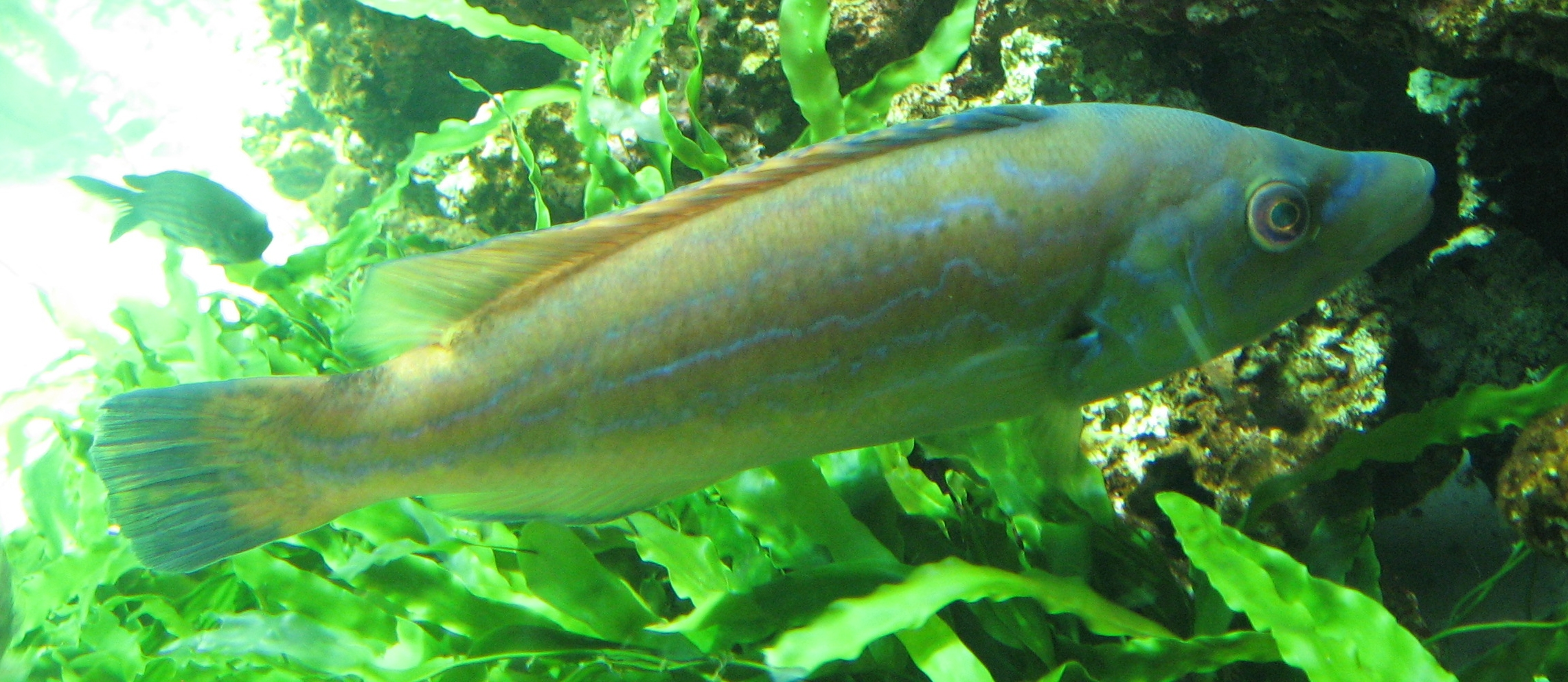
Labrus mixtus

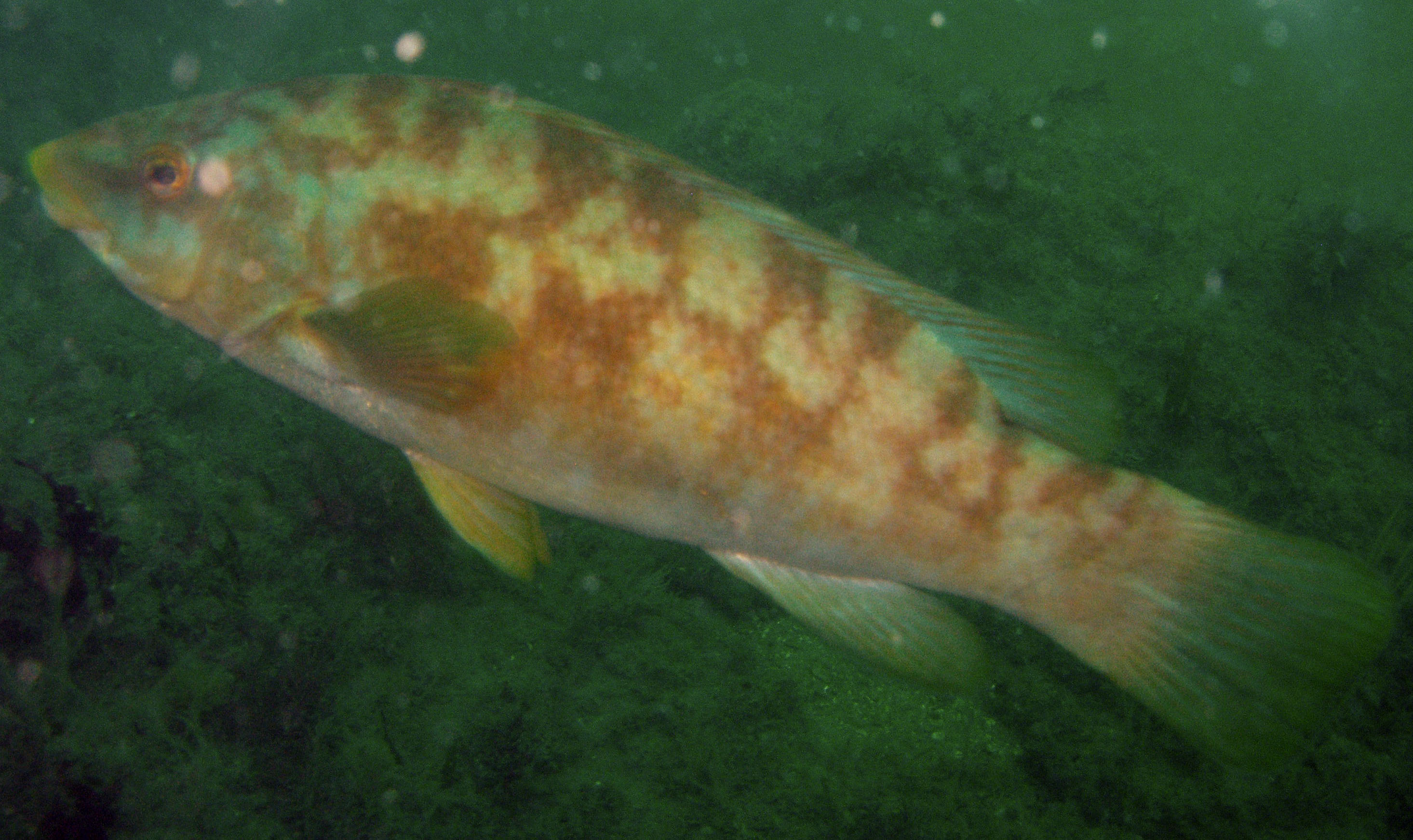
Labrus bergylta

Labrus es un género de peces de la familia de los Labridae y del orden de los Perciformes.

## Especies

### Nombres aceptados
De acuerdo con FishBase:
- Labrus bergylta Ascanius, 1767[3] (durdo o maragota)
- Labrus merula Linnaeus, 1758[4] (merlo o pinto)
- Labrus mixtus Linnaeus, 1758[4] (gallano o chiribito)
- Labrus viridis Linnaeus, 1758[4] (tordo verde)

### Sinónimos
El género Labrus llegó a agrupar más de 180 especies cuyos nombres no se consideran válidos y se han establecido los sinónimos adecuados con las especies aceptadas de este género o incluso de otros.